# Sono Patik
Sono Patik is een bestuurslaag in het regentschap Nganjuk van de provincie Oost-Java, Indonesië. Sono Patik telt 3923 inwoners (volkstelling 2010).